# وسام عبدون كالديرون
وسام عبدون كالديرون هو وسام إكوادوري تم تأسيسه في عام 1904 ويُمنح للخدمات العسكرية الاستثنائية. سُمّي الوسام تكريمًا للبطل الثوري الذي تُوفي متأثرًا بجروح أصيب بها في 24 مايو 1822 خلال معركة بيتشينشا.

## درجات الوسام
يُمنح الحاصلون على هذا الوسام نظير خدماتهم الاستثنائية أثناء فترة خدمتهم العسكرية.
يحتوي الوسام على ثلاث درجات:
- الدرجة الأولى
- الدرجة الثانية
- الدرجة الثالثة

يتكون شريط الوسام من شريط نصفه أصفر، والنصف الآخر أزرق اللون.
يُرمز للوسام بنجمة، وتكون نجمة الدرجة الأولى ذهبية، والدرجة الثانية من الفضة، والطبقة الثالثة برونزية.

## أبرز الحاصلين على الوسام
- إدوارد ألموند
- إدوين بور بابيت
- بيرنارد بيسسترفيلد
- ألفريد وينسور براون
- تشارلز كورليت
- ويليس كريتنبرغر
- بيدرو ديل فالي
- روبرت إشلبيرغر
- دوايت أيزنهاور
- ويليام هالسي جونيور
- توماس ت. هاندي
- هارولد ر. هاريس
- إرنست كينغ
- هنري بالينغ لويس
- دوغلاس ماكارثر
- جورج مارشال
- باكو مونكايو
- جون سي مون
- تشيستر و. نيميتز
- جيمس جاريش أورد[2]
- هارفي أوفيرش
- ألكسندر باتش
- كوزيمو رينيلا
- وليام ر. شميت
- ليمويل شيفرد
- ألكسندر فانديجريفت
- فرانسيس بوديتش ويلبي
- تشارلز أ. ويلوغبي
- إدوارد إلسبرغ